# سوسیالیسم علمی
سوسیالیسم علمی بر این مبنا استوار است که کلیه جریانات اجتماعی از جمله جریانات اقتصادی تحت تأثیر قانونمندی‌های علمی و طبیعی و جبری می‌باشد که خارج از وجود انسان است. بنیان‌گذاران سوسیالیسم علمی را باید در درجه اول کارل ربرتوس و فردیناند لاسال دانست.

## قانون کاهش نسبت دستمزد
کارل ربرتوس قانون کاهش نسبت دستمزد را ارائه می‌کند. او اعتقاد داردکه همیشه نسبت دستمزد کارگران به سود کارفرمایان در حال کاهش است. زیرا از طرفی با پیشرفت تکنیک کارایی سرمایه افزایش پیدا می‌کند و از طرفی دیگر به دلیل وجود رقابت در بازار کار نیروی انسانی و قانون عرضه و تقاضا و مازاد عرضه دستمزد کارگر همیشه در حداقل قرار می‌گیرد؛ بنابراین نسبت دستمزد کارگران به سود کارفرمایان و در نتیجه قدرت خرید ایشان همیشه در حال کاهش است. در همین ارتباط وی مالکیت دولت بر زمین و سرمایه را پیشنهاد می‌نماید. در زمینه بررسی علل بحران اقتصادی ربرتوس نظریه کمبود مصرف را ارائه می‌دهد. بر اساس این نظریه کارگران که قشر عظیمی از جامعه را در بر می‌گیرند به علت حاکمیت قانون کاهش نسبت دستمزد قادر به مصرف کالاهایی که تولید می‌شوند نمی‌باشند و از سویی دیگر با سود زیادی که نصیب کارفرمایان می‌شود عدم تعادل اقتصادی تشدید شده و بحران اقتصادی به وجود می‌آید.

## بررسی قانون دستمزد ریکاردو
فردیناند لاسال محور بررسی‌های اقتصادی خویش را بر قانون دستمزد دیوید ریکاردو متمرکز نموده. او مؤسس اتحادیه کارگری آلمان است و معتقد است بهبود در وضع معیشتی کارگران را می‌توان از طریق ایجاد حکومت کارگری به وجود آورد.

## نظریه پایه‌گذاران سوسیالیسم علمی
مطابق نظر پایه‌گذاران سوسیالیسم علمی، که بر روی جوامع صنعتی و به خصوص جامعه انگلستان برای تحلیل ترکیب آن مطالعه می‌کردند مستعمرات مترقی به هر حال روزی مستقل می‌شوند. اما رشد و بلوغ آن‌ها نمی‌توانست چیزی جز نتیجه طبیعی پیروزی سوسیالیست‌ها در اروپا باشد. تنها پس از انقلاب پیروزمندانه در کشورهای صنعتی است که پرولتاریای انگلستان، فرانسه و جاهای دیگر کفالت‌های خلق‌های مستعمرات را به‌عهده گرفته و ایشان را به آزادی کامل رهنمون خواهد شد. فریدریش انگلس به نوبه خود هیچ ابایی نداشت که این منطق را تا آخرین حد بیش رانده و در نامه‌ای به کائوتسکی در سال ۱۸۸۲ تصویر نماید که چگونه پرولتاریای پیروز از طرف خلق‌های مستقل مستعمرات مورد حمله قرار خواهد گرفت.